# الحظيرة الثقافية طاسيلي ناجر
الحظيرة الثقافية طاسيلي ناجر (الحظيرة الوطنية طاسيلي ناجر حتى عام 2011)، هو منتزه وطني جزائري يقع بالقرب من بلدة جانت بولاية إليزي جنوب الجزائر.
تغطي الحظيرة مساحة 138 000 كم2، وهي أكبر حظيرة في الجزائر من حيث الحجم. تضم جزءًا كبيرًا من سلسلة جبال طاسيلي ناجر، وكثبان عرق آدمر الرملية وجبال تادرارت الحمراء.
يعود تاريخ الاحتلال البشري للمنطقة إلى أكثر من 6 000 سنة قبل الميلاد، عندما جابها سكان العصر الحجري الحديث للصيد وجنبي المحاصيل.
تم تصنيفها كموقع تراث عالمي منذ عام 1982 ومحمية للمحيط الحيوي منذ عام 1986 من قبل اليونسكو. وتُعتبر إحدى أكبر المجّمعات الفنية الصخرية التي تعود إلى فترة ما قبل التاريخ في العالم عبر 15000 رسم ومنحوتة.
تحوي الحظيرة أيضًا وادي إحرر، المصنف كموقع رامسار منذ 2 فبراير 2001.

## جغرافية

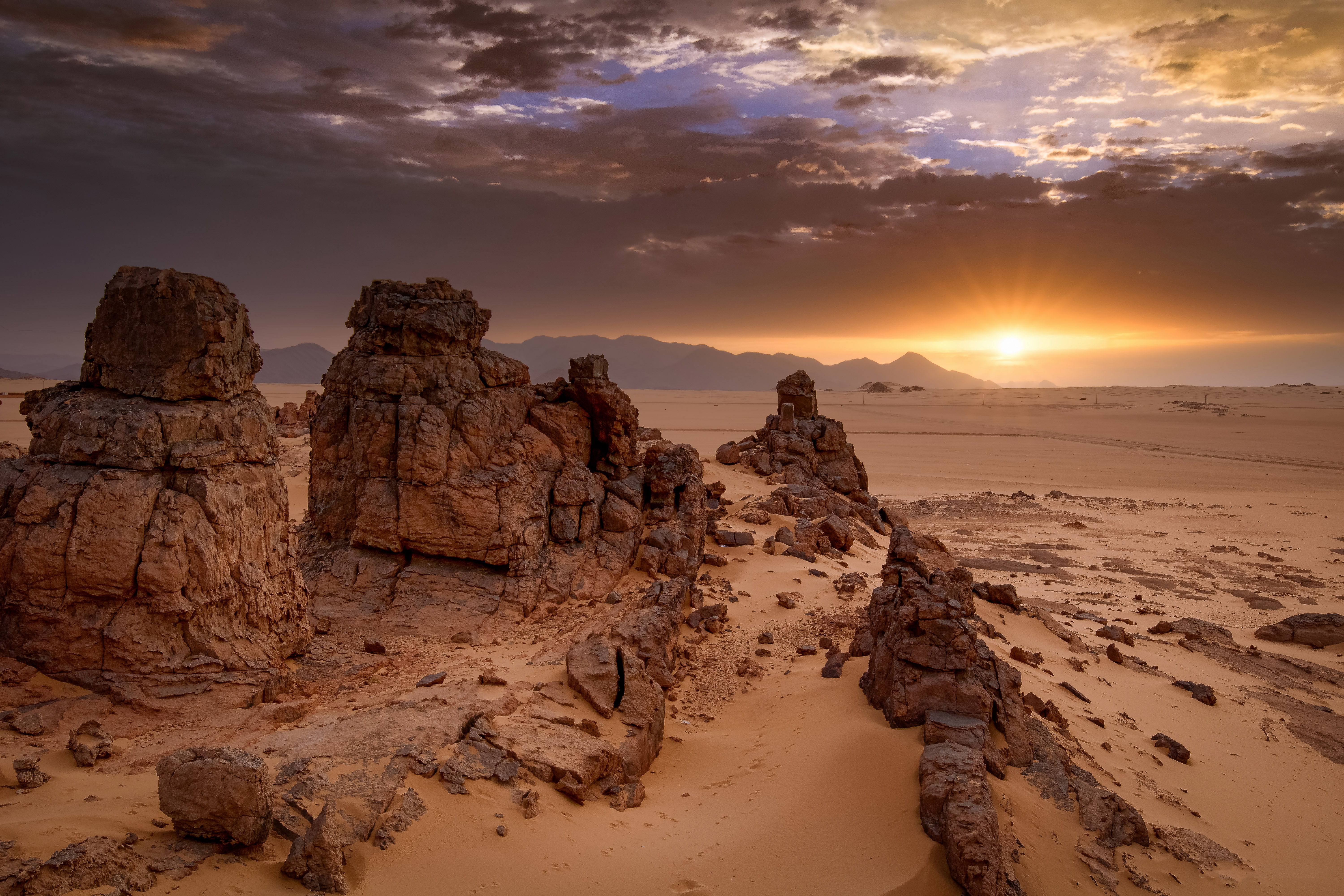
الحظيرة الثقافية طاسيلي.

تُعد حظيرة طاسيلي الثقافية الشاسعة التي تبلغ مساحتها 138 000 كم2 موطنًا لهضبة طاسيلي ناجر، التي يزيد ارتفاعها عن 1 000 متر وتمتد على ما يزيد عن 60 كم من الشرق إلى الغرب و800 كم من الشمال إلى الجنوب، وهي منطقة تبلغ مساحتها ما يقرب عن 72 000 كم2. تقف التكوينات الصخرية الناتجة عن التعرية المنبثقة من الكثبان الرملية على سطحها بالكامل، والتي تُظهر من بعيد أنقاض المدن القديمة.

أعلى قمة بها هي (أدرار أفاو) حيث ترتفع حتى 2 158 متر فوق سطح البحر، والتي تظهر في منحدرات عالية يبلغ متوسط ارتفاعها 1 500 متر فوق أعراق مرزق وأوباري في الشرق وأدمر في صحراء تينيري جنوباً. أما شمالاً، فتضيع هذه الهضبة المرتفعة في كثبان إيساوان وبورهرات.

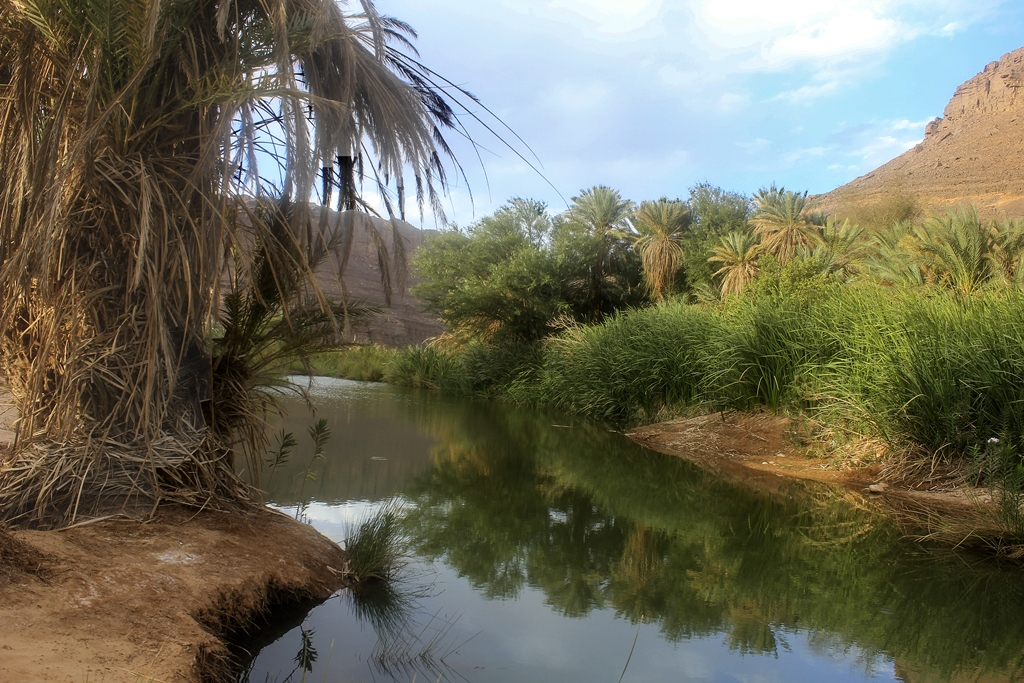
قلتة في إحرر.

تضاريس طاسيلي ناجر مقلقة بشكل خاص، حيث أن السهول الصخرية الهائلة التي تفسح المجال في بعض الأحيان لأكداس من الأحجار المتراصة التي تم نحتها - فيها حُفر وعرة لا يمكن بلوغها إلا سيرًا على الأقدام أو على ظهر الجمل - والعديد من المنحدرات والأخاديد التي نجد فيها أحيانًا قلات ترفع منسوبها العواصف النادرة والعنيفة التي تغمر الصحراء كل اثنان أو ثلاث سنوات.

### مناخ
مناخ المنطقة صحراوي وجاف جدا. الأمطار غير منتظمة للغاية، مع شتاء بارد نسبيا وأيضا صيف حار نسبيا. حيث أن يونيو هو أكثر شهور السنة حرارة بينما يناير هو الأكثر برودة. أما الرياح فهي بشكل عام خفيفة إلى معتدلة.
تختلف درجة الحرارة بين الليل والنهار (أبرد ليلاً).

### مسح بحري
تؤوي حظيرة طاسيلي الثقافية وادي إحرر على ارتفاع 1 070 م. إحرر هي واحة تقع في واد تحده منحدرات شاهقة.
وتُعتبر نقطة المياه الوحيدة في المنطقة، كما تم تصنيف وادي إحرر من قبل منظمة اليونسكو كموقع للتراث العالمي (1982) ومحمية الإنسان والمحيط الحيوي (1986). وتعتبر أيضًا "أرضًا رطبة ذات أهمية عالمية" بموجب اتفاقية رامسار (2001).

## جيولوجيا

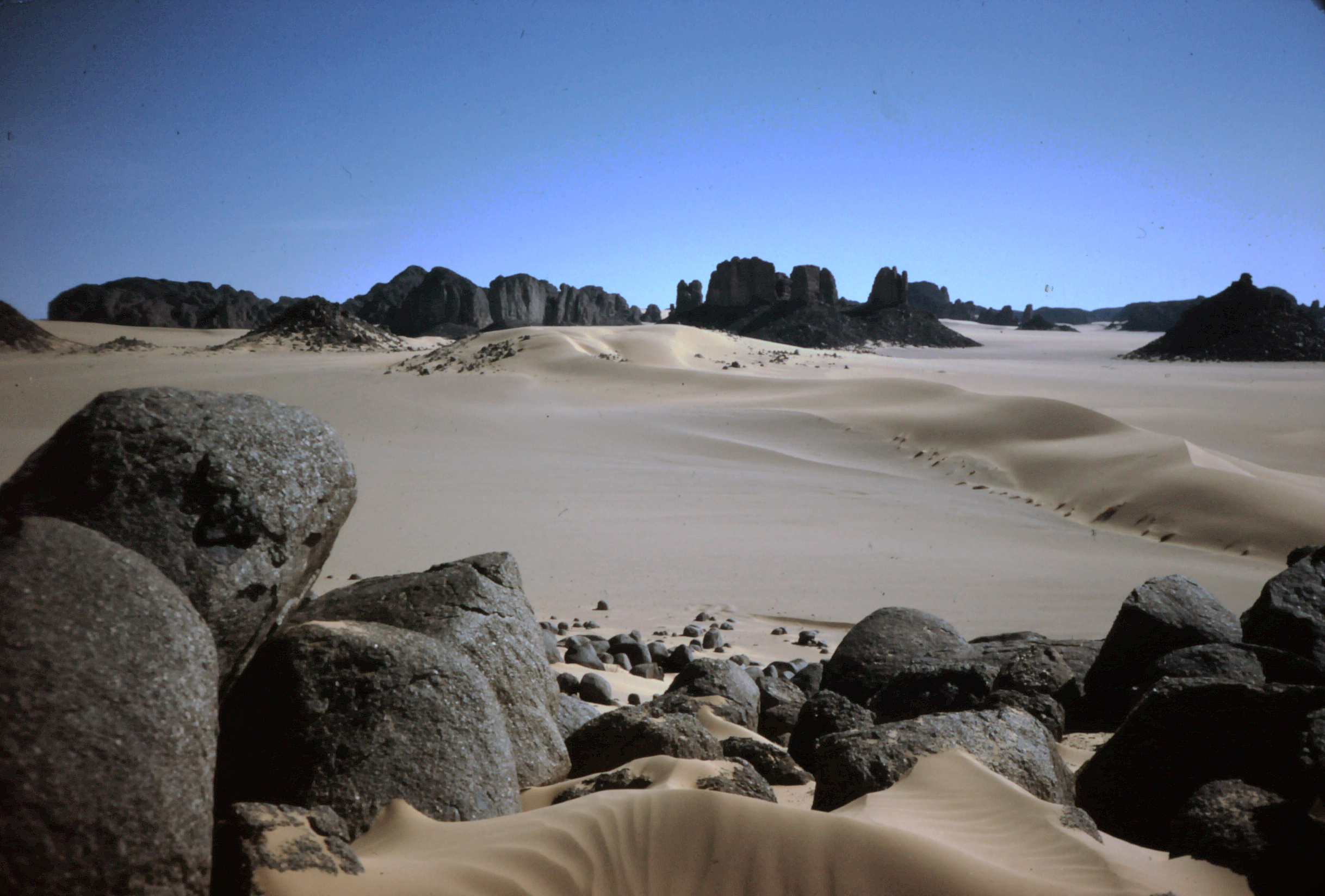
منظر لطاسيلي ناجر بالقرب من حصن غاردل: الحجر الرملي المتأتي من الأنهار من العصر الباليوزي (حوالي 450 مليون سنة) تم طميه بالكثبان الرملية في العرق الشرقي الكبير والجرانيت المتآكل في المستوى الأول.

تتكون طاسيلي ناجر من الحجر الرملي، المُتكون من الرواسب الرسوبية الهامة المتراكبة من الطين والرمل المتصلب الناتج عن التآكل الجزئي للجبال البلورية في العصر الباليوزي (من -541 إلى -252.2 مليون سنة ) وترسبت بواسطة محيطات الحقبة الوسطى (من -252.2 إلى -66 مليون سنة) والتي غطت كل الصحراء الحالية. ثم تسببت التغيرات المناخية والمائية القوية في تآكل الصخور وتشكيلها منذ حوالي 4 ملايين سنة.

## الحياة البرية

### النباتية
الأشجار الأكثر انتشارًا هي: سرو، شجرة زيتون «لبيرين» الصحراوية، والسنط، والنُّضَار. توجد أيضًا نباتات أليفة الرطوبة مثل القيصوب الجنوبي.

### الحيوانية
الحظيرة هي موطن لعدة أنواع من الثدييات: الأغنام البربرية، غزال دوركاس، ،فهد شمال غرب إفريقيا قندي الصحراء، مها أبو عدس، الفنك، قط الرمال، الضب، الثعلب الأحمر، الكلب البري الإفريقي،
تعد الحظيرة أيضًا موطنًا لبعض أنواع الطيور: العقاب الذهبية، سقاوة طويلة الساقين.

## تاريخ
تم إنشاء الحظيرة الوطنية طاسيلي في 27 يوليو 1972 ومسجلة منذ عام 1982 في قائمة التراث العالمي لليونسكو وتُصنف كمحمية للمحيط الحيوي منذ عام 1986. تعتبر من أعظم وأقدم متاحف الكهوف في الهواء الطلق بالعالم، بنفس طريقة اللوحات الجدارية لسكان أستراليا الأصليين أو خوسان ناميبيا.
يمكنك أن ترى في هذه الحظيرة الثقافية العديد من لوحات الكهوف (خاصة في وادي جيرات وهضبة صفار) التي يرجع تاريخها إلى حوالي من 9 إلى 10 000 سنة، والتي تذكرنا أن الصحراء كانت في ذلك الوقت خضراء وذات أرض خصبة. إذ هناك العديد من الرسوم التي تمثل قطعان الماشية التي يقودها الرعاة. منذ عدة آلاف من السنين، عاش الناس هنا وتركوا آثارًا لمخاوفهم اليومية؛ هناك مشاهد للصيد والرقص والصلاة، بالإضافة إلى العديد من بقايا الفخار أو الحجارة المنحوتة. بعد الأعمال المثيرة للجدل التي نفذها هنري لوتي (متهم بنهب الموقع وإفساد لوحات الكهوف)، نظريات روجت لها الصحافة وتبناها المؤلف المثير إريك فون دانكن، يمكن ملاحظتها على بعض اللوحات التي تمثل كائنات ترتدي خوذة على رؤوسهم توحي بأنهم من المريخيي. غير أن غالبية المجتمع العلمي يعتبرهم في الواقع أزياء وأقنعة شعائرية.
في الثاني من فبراير 2001، تم تصنيف وادي إحررر كموقع رامسار.
في الحادي والعشرون من فبراير 2011، تمّ تغيير اسم الحظيرة من «الحظيرة الوطنية» إلى «الحظيرة الثقافية».

## التنظيم والإدارة
الحظيرة الثقافية يديرها ديوان حظيرة الطاسيلي الوطنية (ONPCTA) الذي يعمل تحت سلطة وزارة الثقافة. لهذه الخدمة ميزانية سنوية ويجب أن تُدير العديد من المناطق المحمية على مستوى الحظائر، والتي تبلغ مساحتها الإجمالية حوالي 138 000 كم2.
دور الديوان هو الحفاظ على الموارد الطبيعية والثقافية وحمايتها. وفقا لهذا القانون، فإن مهمة المكتب « تعزيز وتنظيم استخدام المتنزهات الوطنية من خلال حماية المناظر الطبيعية والحياة البرية والمواقع التاريخية من أجل تركها سليمة للأجيال القادمة ».
يتمثل عمل وكلاء الديوان في الحظيرة في الترحيب بالزوار وصيانة البنى التحتية وحماية الثروات الطبيعية والأثرية للحديقة.

## السياحة

### إمكانية الوصول
يقع أقرب مطار دولي في جانت على بعد حوالي 20 كم. لا توجد مواصلات عامة إلى الحظيرة وبالتالي فإن الطريق هو السبيل الوحيد للوصول إلى هناك.
يُسمح بالرحلات على الكثبان الرملية سيرًا على الأقدام، بواسطة مركبة لجميع التضاريس أو سيارة طرق وعرة.

### بنية تحتية
الإقامة في الحظيرة ممكنة فقط في المعسكرات، لكن يوجد العديد من الفنادق في المناطق المجاورة.
تقع معظم المطاعم في مناطق قريبة من الحظيرة. ولا يُسمح بالسباحة في نهر إحرر.

## معرض الصور

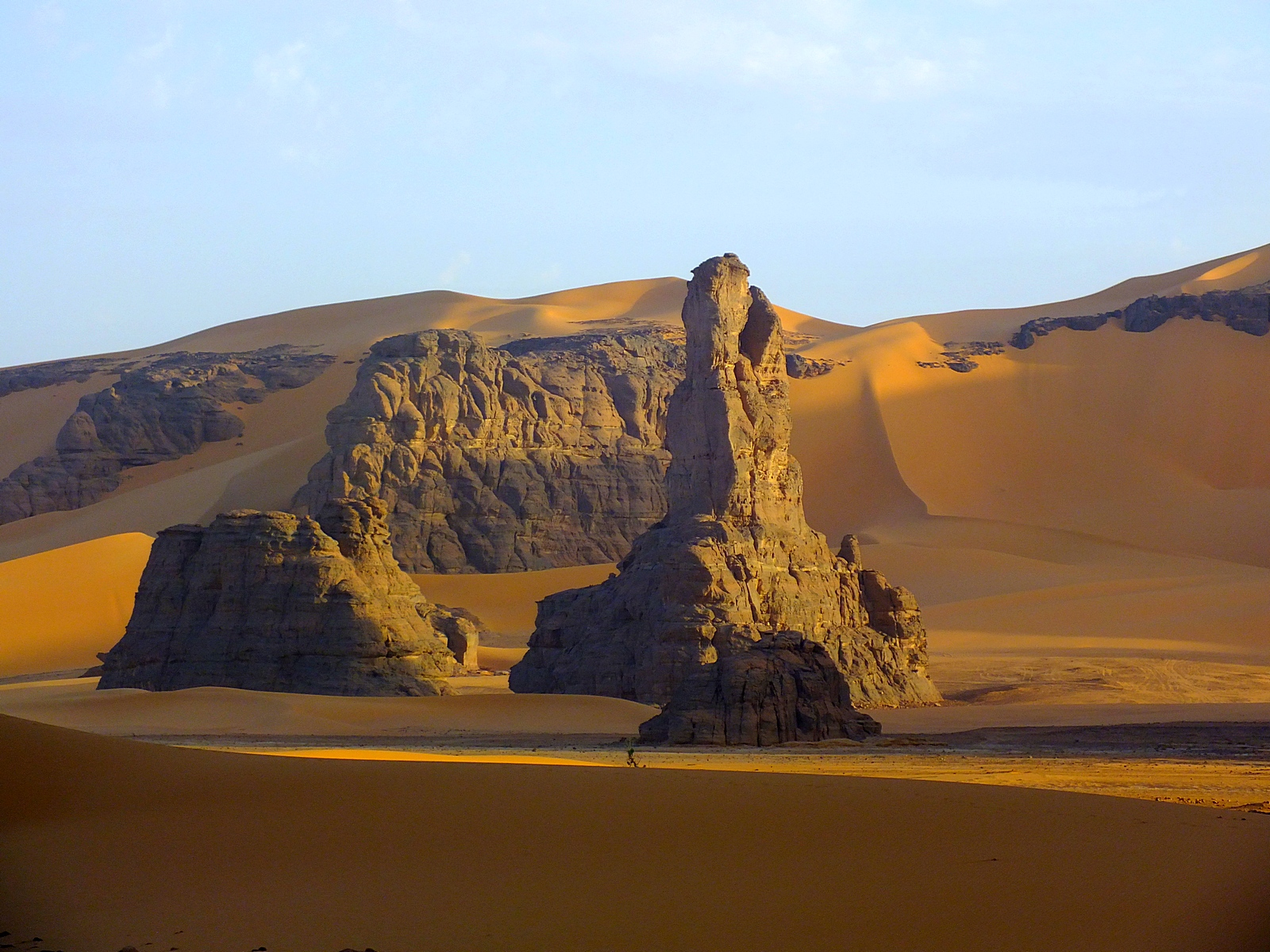
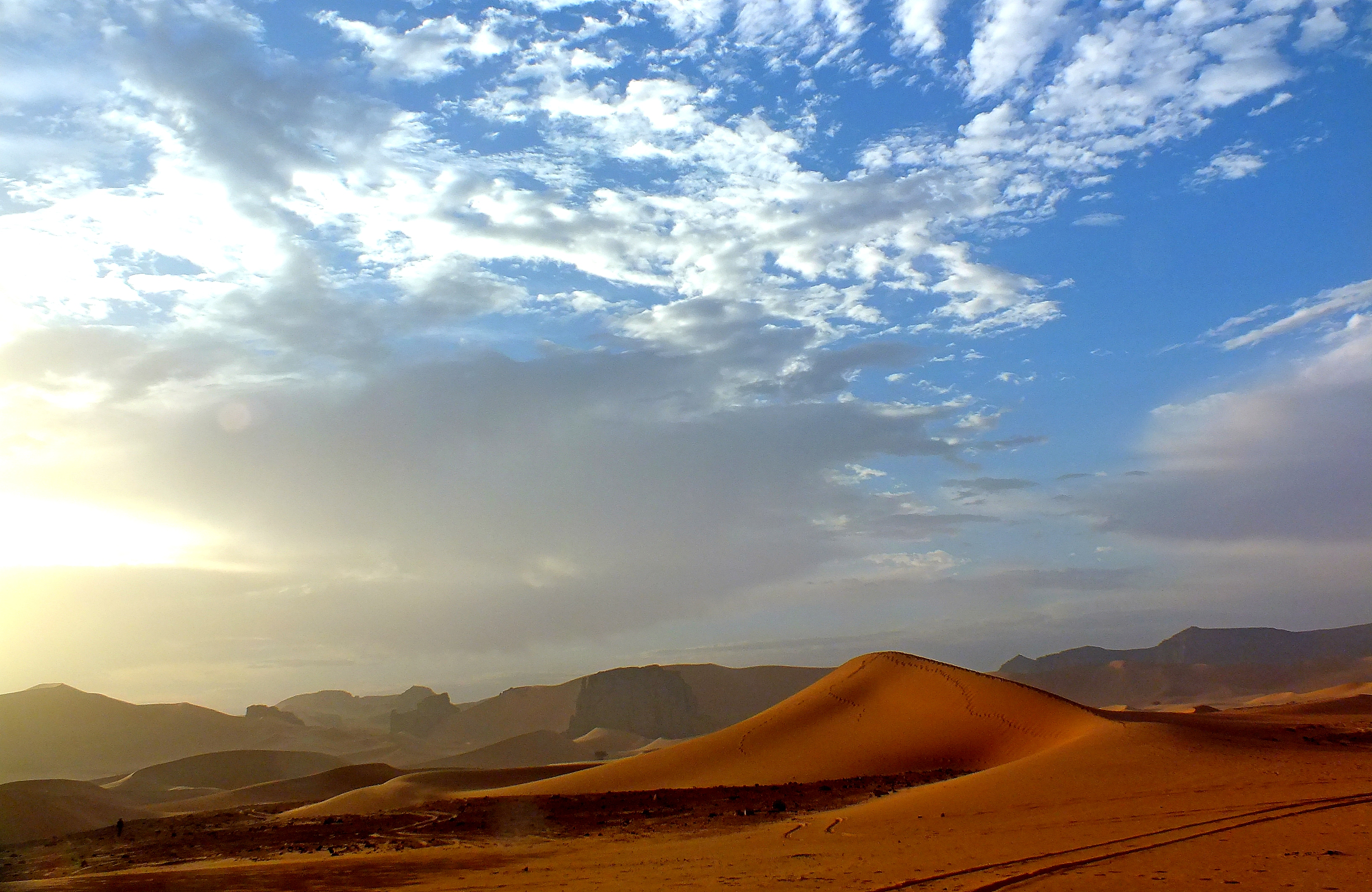
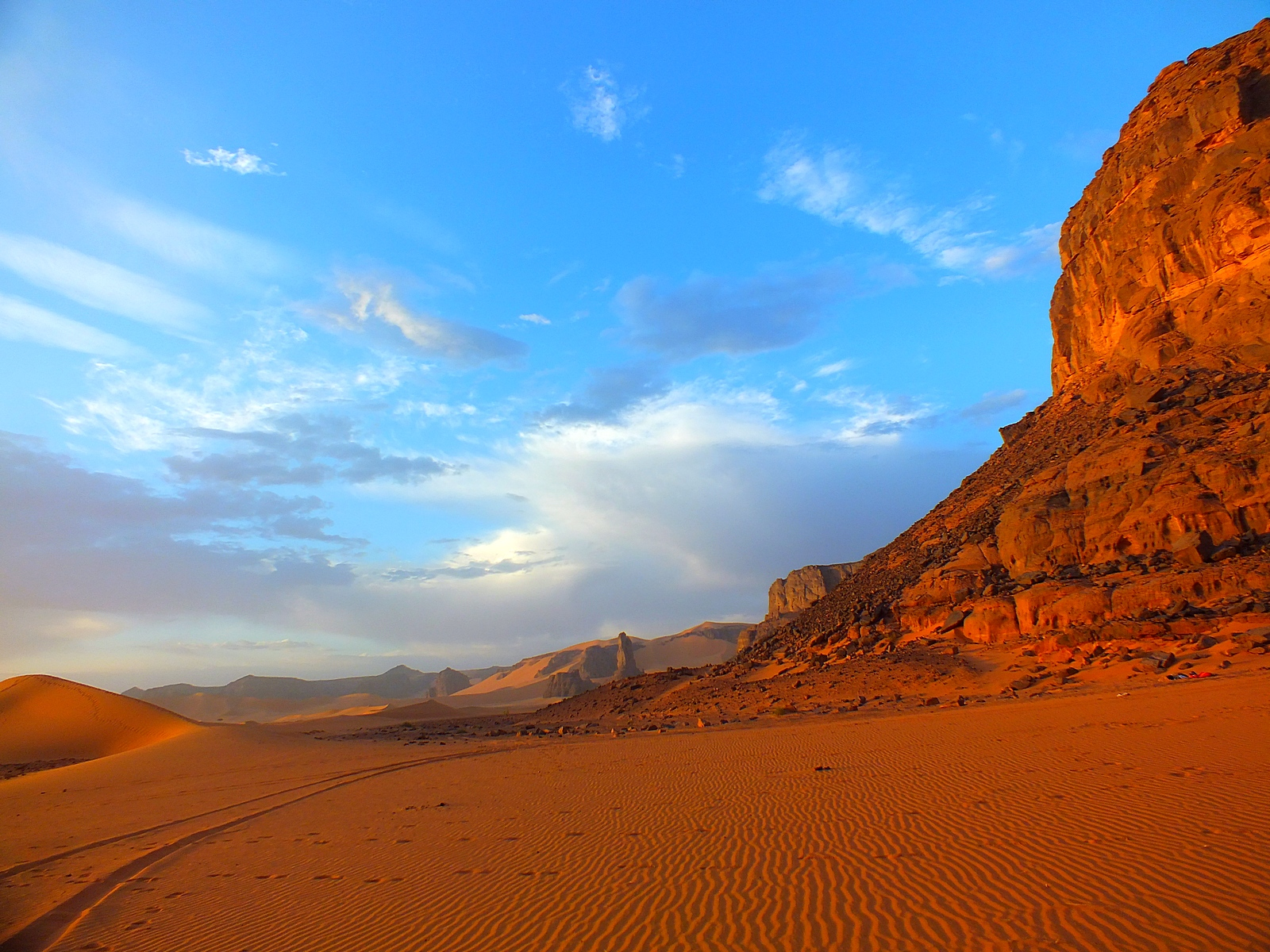
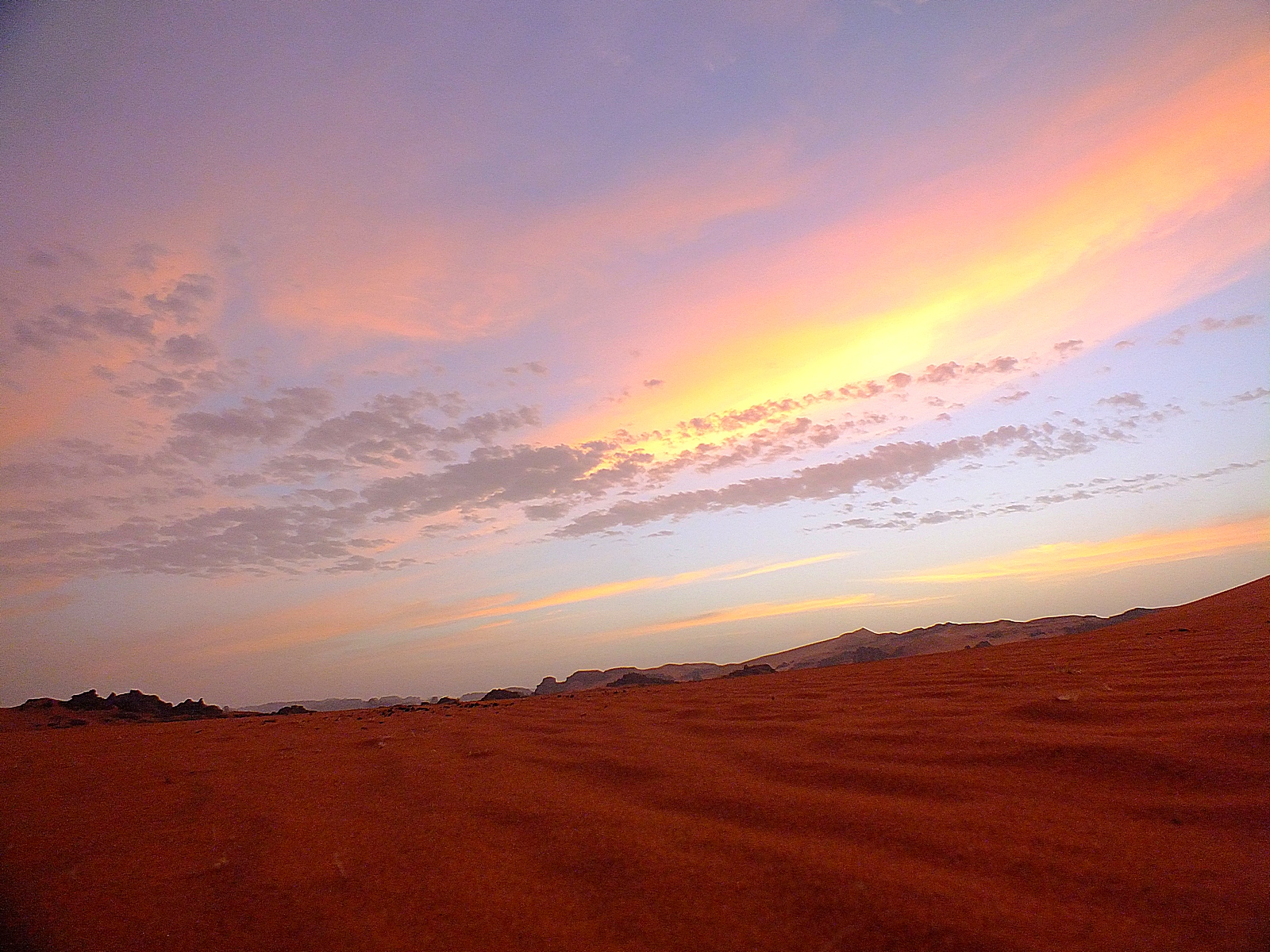
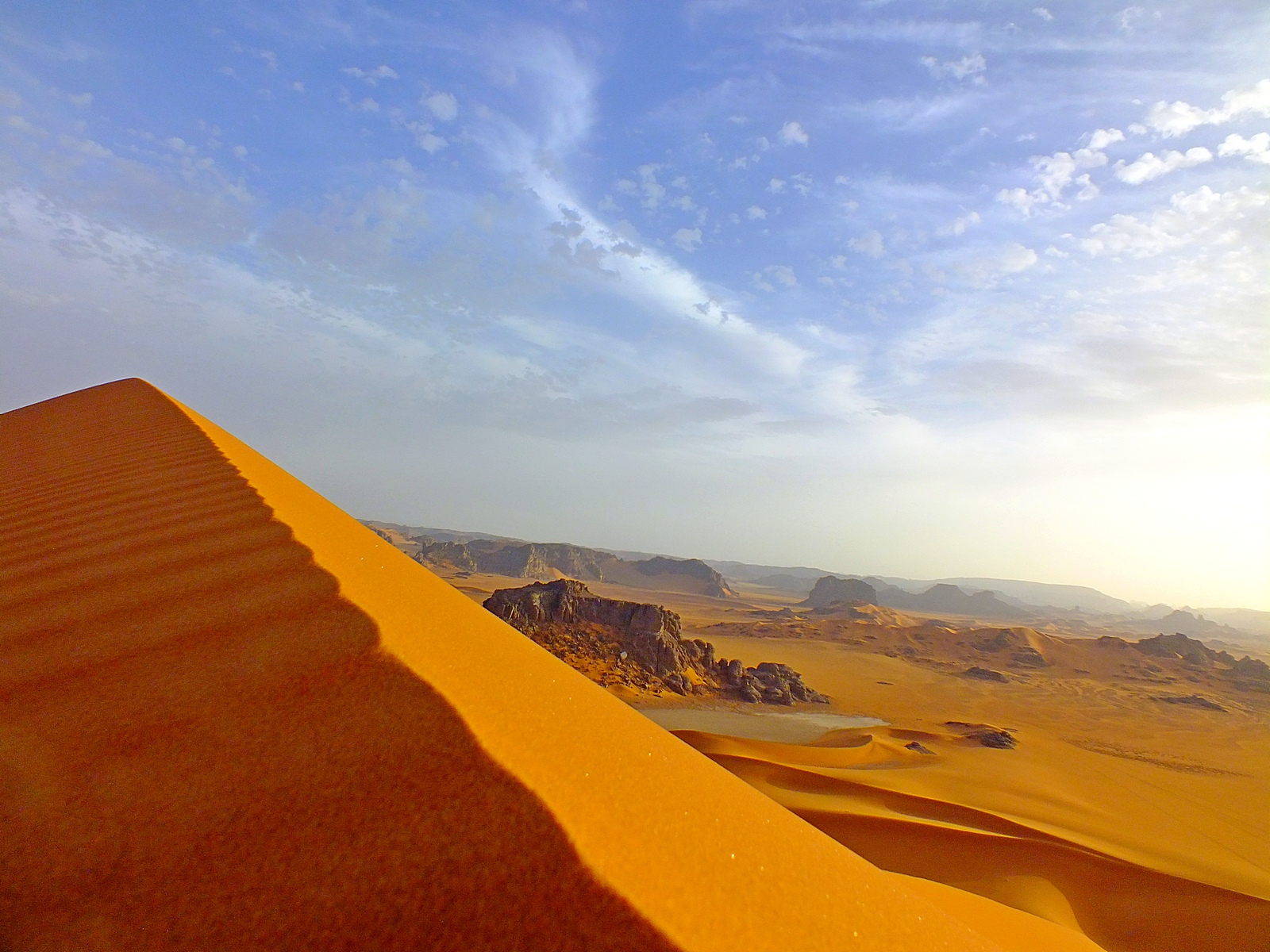
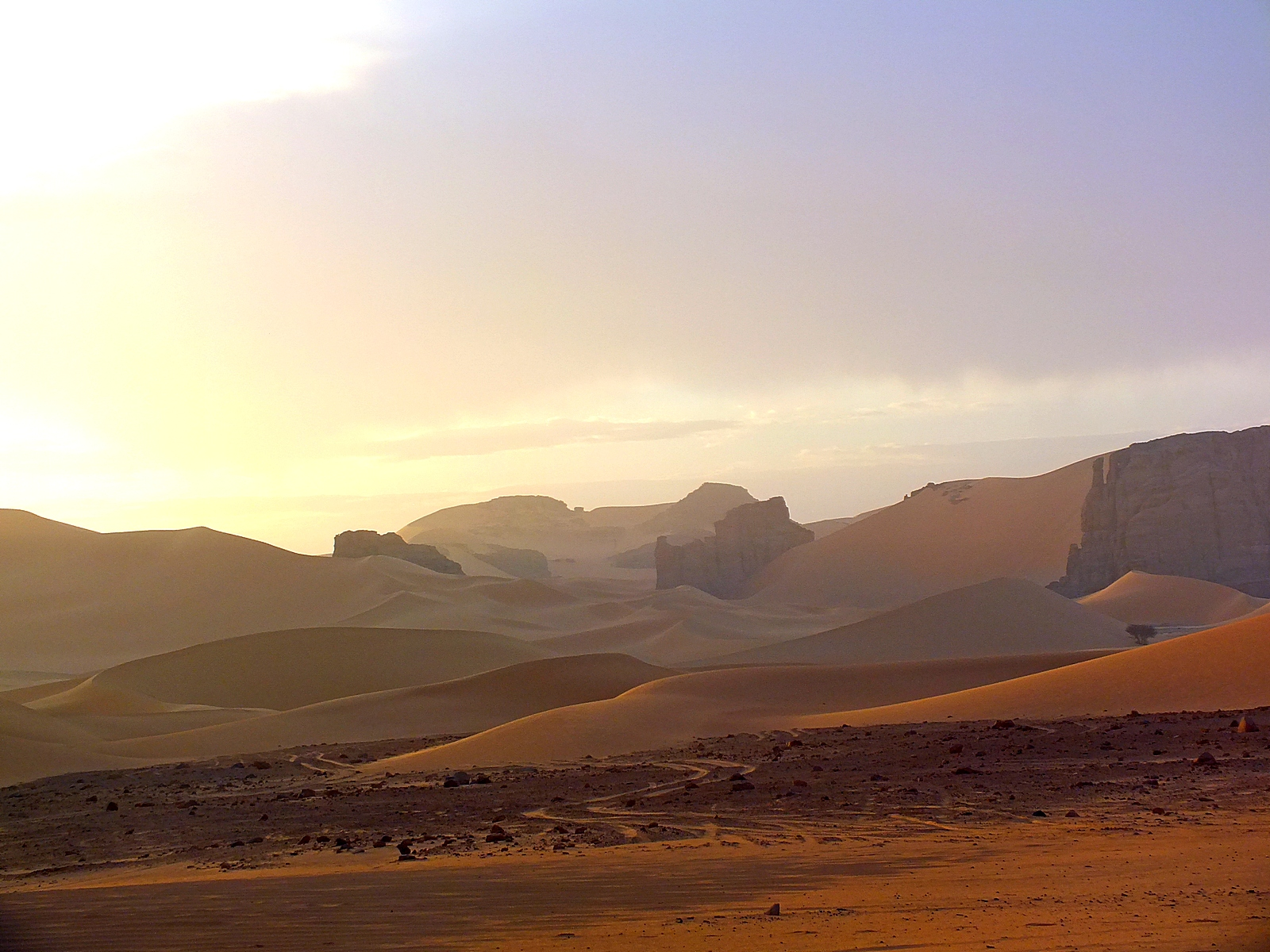
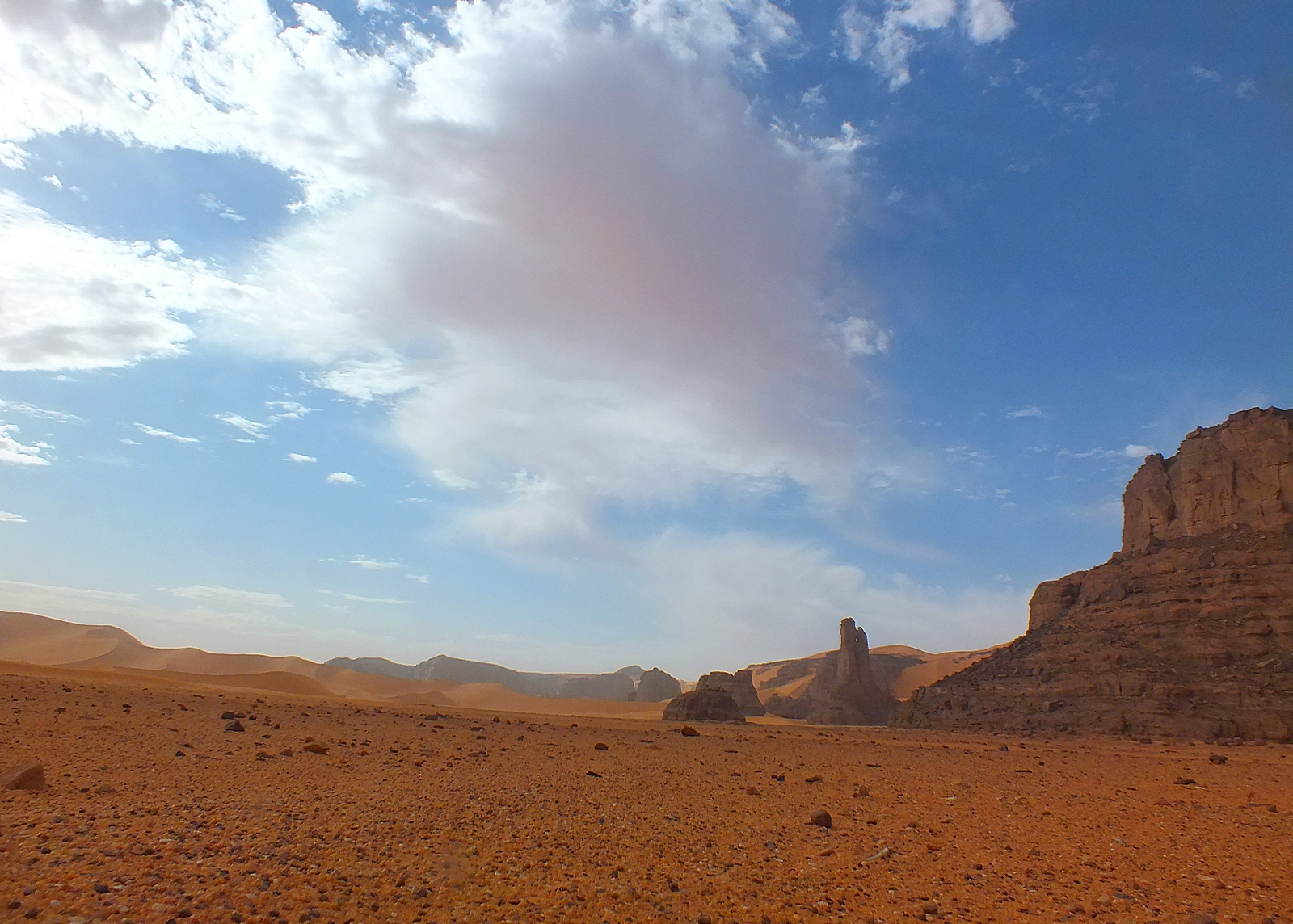
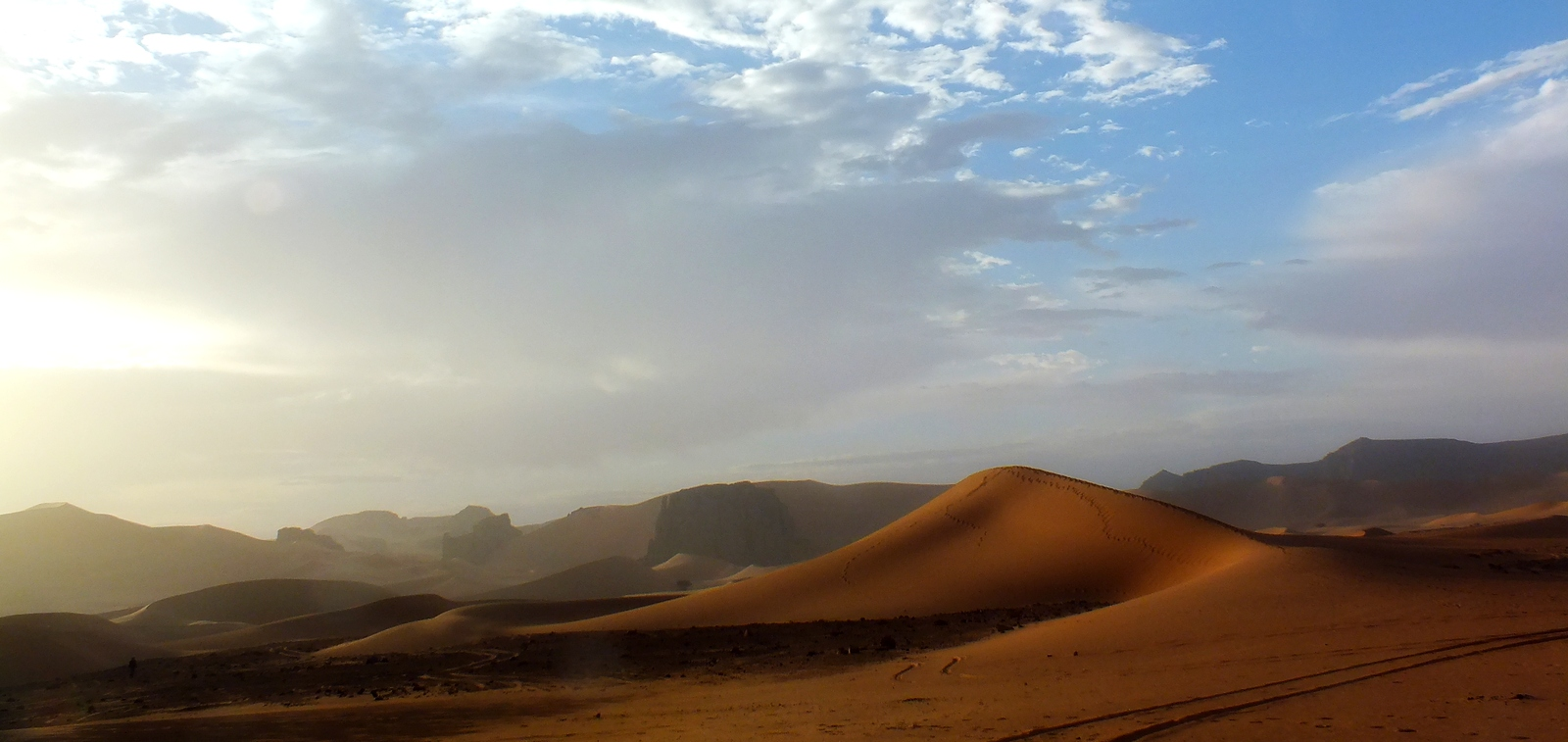
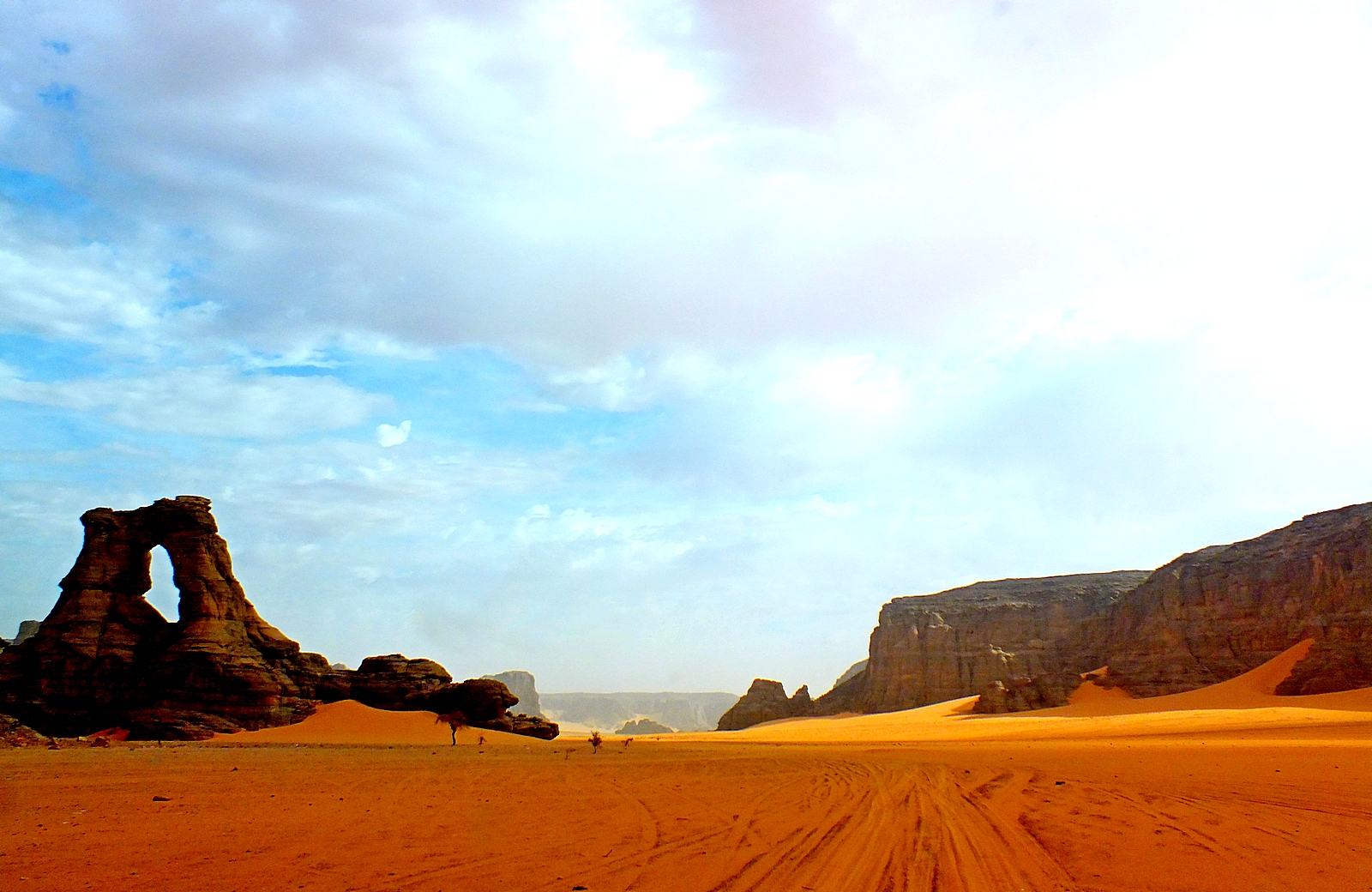
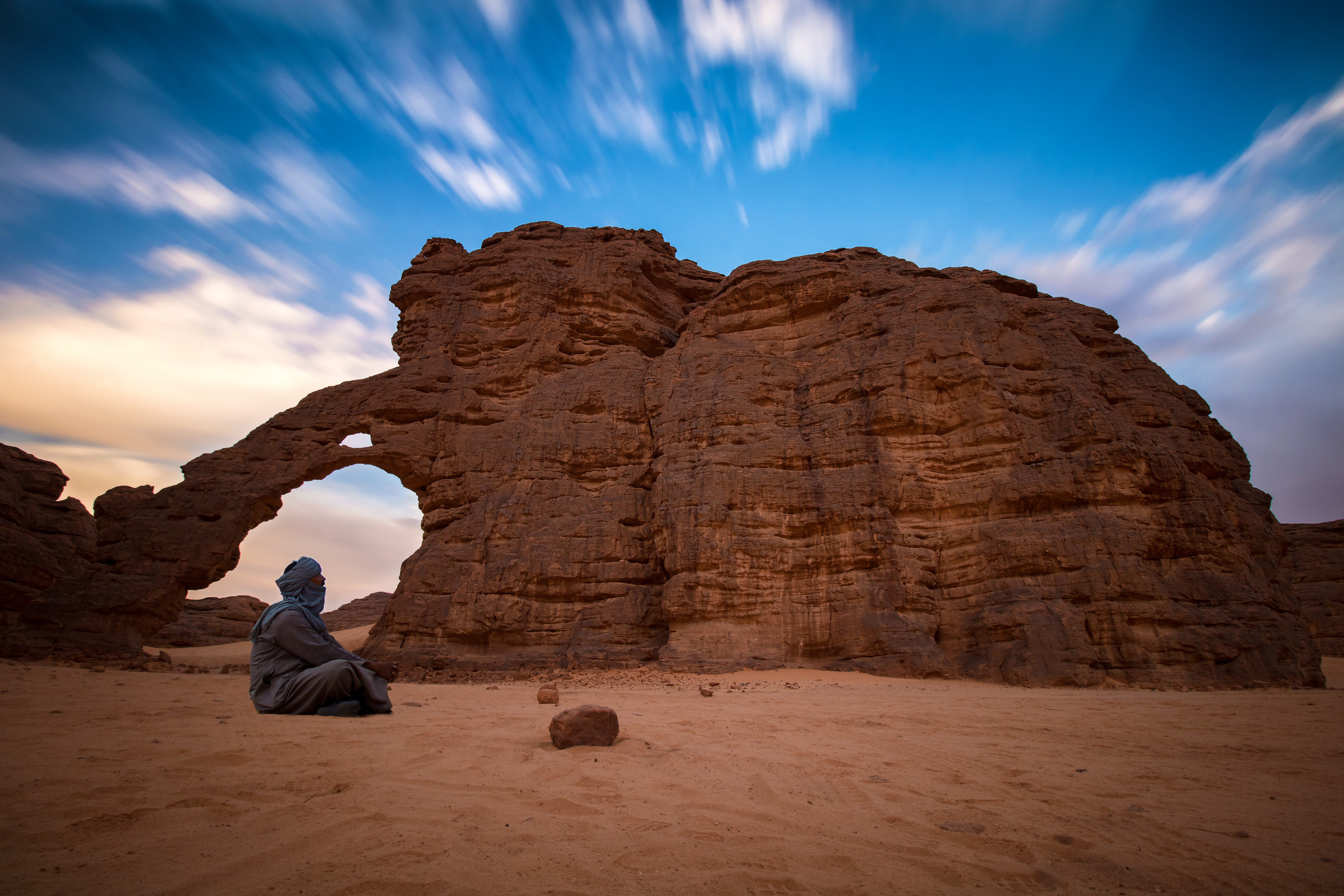

## التوسعة
في جلسة علنية مخصصة للأسئلة الشفوية أوضحت وزيرة الثقافة والفنون الجزائرية صورية مولوجي أنه تم تكليف فوج عمل يضم خبراء وتقنيين لإعداد دراسة حول مقترح إمكانية توسعة نطاق الحظيرة الثقافية طاسيلي ناجر بولاية جانت لتشمل بلديات شمال ولاية إليزي (الدبداب، عين آمناس وبرج عمر ادريس). وسيُعرض على اللجنة الوطنية للممتلكات الثقافية كمرحلة أولى ثم تقديم طلب للحصول على الاعتمادات المالية اللازمة من المصالح المختصة.

### مقالات ذات صلة
- طاسيلي ناجر
- وادي جارات
- الحدائق الوطنية الجزائرية
- جبال هقار